# Ołownicowce
Ołownicowce, zawciągowce (Plumbaginales Lindl.) – rząd roślin okrytonasiennych wyróżniany w niektórych ich systemach klasyfikacyjnych. Zaliczane tu rośliny rosną głównie na terenach suchych i ciepłych.

## Charakterystyka
KwiatyDziałki kielicha i płatki korony są zrośnięte.

## Systematyka
Takson wyróżniany w niektórych systemach klasyfikacyjnych z założenia dzielących okrytonasienne na wiele rzędów (np. system Reveala z okresu 1994-1999, system Takhtajana z 1997). W ujęciu systemu APG II z 2003 i Angiosperm Phylogeny Website zaliczana tu rodzina ołownicowatych stanowi jedną z linii rozwojowych goździkowców, obejmujących wiele rzędów wyróżnianych przez Reveala i Takhtajana.
Pozycja i podział według systemu Reveala (1994-1999)
Gromada okrytonasienne (Magnoliophyta Cronquist), podgromada Magnoliophytina Frohne & U. Jensen ex Reveal, klasa Rosopsida Batsch, podklasa goździkowe (Caryophyllidae Takht.), nadrząd Plumbaginanae Takht. ex Reveal, rząd ołownicowce (Plumbaginales Lindl.). 
Do ołownicowców należy jedna rodzina:
- Rodzina: Plumbaginaceae Juss. 1789 – ołownicowate

Niektórzy systematycy tę rodzinę dzielą na kilka, które na ogół traktowane są jako synonimy podrodzin ołownicowatych:
- Rodzina: Aegialitidaceae Lincz.
- Rodzina: Armeriaceae Horan. – zawciągowate
- Rodzina: Limoniaceae Ser., nom.cons. – zatrwianowate
- Rodzina: Staticaceae Hoffmanns. & Link ex Gray